# Escherichia
Escherichia is een geslacht van gramnegatieve, geen-sporevormende, facultatief anaerobe, staafvormige bacteriën  uit de familie Enterobacteriaceae. Escherichia-bacteriën die in het maag-darm-kanaal van warmbloedige dieren voorkomen produceren een deel van de benodigde vitamine K. Een deel van de soorten Escherichia is pathogeen.  Het geslacht Escherichia is vernoemd naar de ontdekker Theodor Escherich van de bekendste soort, de E. coli.
Soorten:
- Escherichia albertii
- Escherichia blattae
- Escherichia coli
- Escherichia fergusonii
- Escherichia hermannii
- Escherichia vulneris